# Tricimba tuipuiensis
Tricimba tuipuiensis är en tvåvingeart som beskrevs av Cherian 1989. Tricimba tuipuiensis ingår i släktet Tricimba och familjen fritflugor. Inga underarter finns listade i Catalogue of Life.